# 핀란드 U-20 축구 국가대표팀
핀란드 U-20 축구 국가대표팀(핀란드어: Suomen alle 20-vuotiaiden jalkapallomaajoukkue)은 핀란드를 대표하는 20세 이하의 축구 국가대표팀으로, 핀란드의 축구 관리 기관인 핀란드 축구 협회의 관리를 받는다. 2001년 FIFA U-20 월드컵에 참가했었다.